# Loganair
Loganair — шотландська регіональна авіакомпанія, заснована в 1962 році, має штаб-квартиру в аеропорту Глазго
Loganair надає послуги для нічних поштових рейсів від імені Royal Mail. Використовує ліцензію експлуатанта A Управління цивільної авіації Великої Британії, що дає право на перевезення вантажів, пошти і пасажирів на повітряних судах з місткістю 20 і більше пасажирських крісел

## Напрямки
На вересень 2017, Loganair обслуговував наступні напрямки:

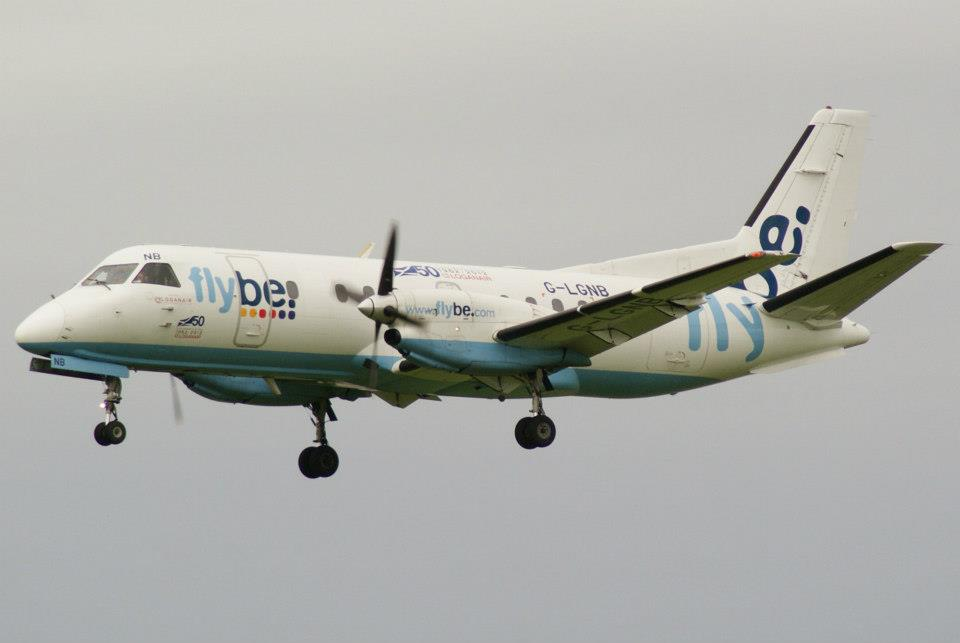
Loganair Saab 340 у лівреї Flybe

Північна Ірландія
- Деррі — Деррі (аеропорт)[5] (з 28 жовтня 2018)

Норвегія
- Берген — Берген (аеропорт)

Республіка Ірландія
- Дублін — Дублін (аеропорт)
- Донегол — Донегол (аеропорт)

Англія
- Лондон — Лондон-Станстед
- Манчестер — Манчестер (аеропорт)
- Норвіч — Норвіч (аеропорт) базовий

Шотландія
- Абердин — Абердин (аеропорт) базовий
- Барра — Барра (аеропорт)
- Бенбекула — Бенбекула (аеропорт)
- Кемпбелтаун — Кемпбелтаун (аеропорт)
- Данді — Данді (аеропорт)
- Ідей — Ідей (аеропорт)
- Единбург — Единбург (аеропорт)
- Фер-Айл — Фер-Айл (аеропорт) сезонний[6]
- Глазго — Глазго (аеропорт) хаб
- Інвернесс — Інвернесс (аеропорт)
- Айлей — Айлей (аеропорт)
- Керкволл — Керкволл (аеропорт) базовий
- Норт-Роналдсей — Норт-Роналдсей (аеропорт)
- Папа-Вестрей — Папа-Вестрей (аеропорт)
- Сандей — Сандей (аеропорт)
- Самборо — Самборо (аеропорт)
- Сторновей — Сторновей (аеропорт)
- Сторнсей — Сторнсей (аеропорт)
- Тайрі — Тайрі (аеропорт)
- Вестрей — Вестрей (аеропорт)
- Вік (місто) — Вік (аеропорт)

Коронні території
- Гернсі — Гернсі (аеропорт) сезонний
- Острів Мен — Острів Мен (аеропорт)
- Джерсі — Джерсі (аеропорт) сезонний

## Флот

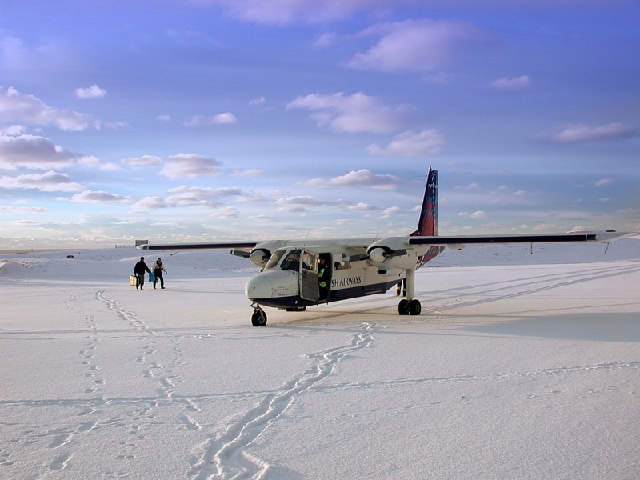
Loganair Britten-Norman Islander у снігу на Фер-Айл

Флот Loganair на липень 2018:
| Тип                                      | В дії | Замовлено | Пасажирів | Примітки                                                             |
| ---------------------------------------- | ----- | --------- | --------- | -------------------------------------------------------------------- |
| Britten-Norman Islander                  | 2     | —         | 8         |                                                                      |
| de Havilland Canada DHC-6-310 Twin Otter | 1     | —         | 19        |                                                                      |
| Viking Air DHC-6-400 Twin Otter          | 2     | —         | 19        | Працює від імені шотландського уряду                                 |
| Dornier 328                              | 2     | —         | 32        |                                                                      |
| Embraer ERJ-145                          | 1     | 2         | 49        | Літак працює на flybmi (Літак замовлено на початок квітня 2019 року) |
| Saab 340AF                               | 2     | —         | Вантажний |                                                                      |
| Saab 340BF                               | 2     | —         | Вантажний |                                                                      |
| Saab 340B                                | 12    | —         | 34        |                                                                      |
| Saab 2000                                | 5     | —         | 50        |                                                                      |
| Разом                                    | 29    | 2         |           |                                                                      |

## Аварії та катастрофи
- Рейс 6780 Loganair